# Platka
Platka, plata – potoczna nazwa kilku gatunków ryb akwariowych z rodzaju Xiphophorus charakteryzujących się brakiem mieczowatego wyrostka na płetwie ogonowej, między innymi:
- zmienniak Andersa (Xiphophorus andersi)
- zmienniak Gordona (Xiphophorus gordoni)
- zmienniak Meyera (Xiphophorus meyeri)
- zmienniak plamisty (Xiphophorus maculatus)
- zmienniak wielobarwny (Xiphophorus variatus)
- Xiphophorus xiphidium